# Алексієвське (Архангельський район)
Алексі́євське (рос. Алексеевское, башк. Алексеевка) — присілок у складі Архангельського району Башкортостану, Росія. Входить до складу Інзерської сільської ради.
Населення — 20 осіб (2010; 26 в 2002).
Національний склад:
- росіяни — 58 %
- білоруси — 34 %